# Leucania subpallida
Leucania subpallida là một loài bướm đêm trong họ Noctuidae.